# Carolina Horta Andrade
Carolina Horta Andrade (Formosa, 1 de agosto de 1983) é uma cientista brasileira. Trabalha como professora adjunta da Faculdade de Farmácia da Universidade Federal de Goiás (UFG) e desenvolve pesquisas para desenvolvimento de novos medicamentos no combate a doenças como tuberculose, malária, esquistossomose e leishmaniose, motivo pelo qual foi contemplada, em 2014, com o prêmio Talentos Internacionais em Ascensão de L'Oréal e UNESCO.
Desde 2016 vem trabalhando no combate ao vírus da zica, coordenando o projeto Open Zika, com o objetivo de desenvolver substâncias que possam ser utilizadas em medicamentos no tratamento contra o vírus. O projeto utiliza o World Community Grid para utilizar o processamento de computadores de voluntários ao redor do mundo na busca por fármacos eficientes.

## Formação
Tem graduação em Farmácia pela UFG, doutorado em Fármacos e Medicamentos pela Universidade de São Paulo e estágio de doutorado-sanduíche em Química Medicinal e Computacional na Universidade do Novo México, nos Estados Unidos. Atualmente, atua como líder do grupo de pesquisa do Conselho Nacional de Desenvolvimento Científico e Tecnológico (CNPq/MCTI) do Laboratório de Planejamento de Fármacos e Modelagem Molecular. É revisora de periódicos nacionais e internacionais, como o Journal of the Brazilian Chemical Society e Molecular Pharmaceutics, e é associada à Sociedade Brasileira de Química desde 2005, e à American Chemical Society desde 2010.

## Prêmio Talentos Internacionais em Ascensão
Carolina desenvolve, desde 2010, pesquisas para a descoberta de fármacos que possam ser utilizados para combater a leishmaniose, uma doença negligenciada causada por protozoários do gênero Leishmania. A doença afeta 12 milhões de pessoas em 98 países, e, segundo Carolina, os medicamentos que são utilizados atualmente foram desenvolvidos na década de 1950, são muito tóxicos e o tratamento é muito caro. A pesquisa, que busca alternativas baratas de combate a doença, conta com um forte componente computacional em suas fases iniciais, e testes in vitro revelaram três fármacos que são mais potentes do que o medicamento padrão utilizado atualmente.
Por causa dessa pesquisa, em 2014 Carolina foi uma das quinze vencedoras do prêmio Talentos Internacionais em Ascensão, dedicado a mulheres cientistas, realizado pela L'Oréal em parceria com a UNESCO e com a Academia Brasileira de Ciências. Ela ganhou o prêmio na área de Ciências Químicas e será homenageada em março de 2015 em uma cerimônia em Paris, França, juntamente com Thaisa Bergmann (vencedora do prêmio Para Mulheres na Ciência) recebendo uma bolsa auxílio de US$20 mil para incentivar as pesquisas. Para o período de 2016 a 2020, Carolina Horta foi eleita membro afiliado da Academia Brasileira de Ciências.